# Witheringia meiantha
Witheringia meiantha är en potatisväxtart som först beskrevs av John Donnell Smith och fick sitt nu gällande namn av Armando Theodoro Hunziker. Witheringia meiantha ingår i släktet Witheringia och familjen potatisväxter. Inga underarter finns listade i Catalogue of Life.